# Exocentrus massarti
Exocentrus massarti là một loài bọ cánh cứng trong họ Cerambycidae.